# Оспедаликио
Оспедаликио је насеље у Италији у округу Перуђа, региону Умбрија.
Према процени из 2011. у насељу је живело 1405 становника. Насеље се налази на надморској висини од 199 м.